# 建築CAD科
建築CAD科は、専修学校の学科や職業訓練施設の訓練科にある学科のひとつ。CAD建築に関する図面を作成する技術を取得することを目的とする。

## 設置する専修学校の例
- 浅野工学専門学校: 建築CAD科（2年制）
- 東北電子専門学校 工業専門課程 建築科 CAD設計コース
- 国際情報工科自動車大学校 工業専門課程 建築CAD設計科
- 大阪工業技術専門学校 : 建築CAD科
- 大阪工業技術専門学校　CAD製図科
- 日本工学院専門学校 CAD科
- 東京日建工科専門学校: 建築CAD技術科
- 千葉日建工科専門学校 工業専門課程 建築CAD技術科
- 国際デザイン・アート専門学校 : 建築CAD設計科
- 上田情報ビジネス専門学校 : 建築CAD科
- 宇都宮日建工科専門学校: 工業専門課程, 建築CAD設計科
- CAD製図専門学校 : 工業専門課程 CAD製図科 建築コース CAD製図科 II部 建築コース
- 青山工学・医療専門学校 : 建築CAD科
- 国際コンピュータビジネス専門学校 : 建築CAD科
- 専修学校IDA （沖縄） : 建築・CAD科
- 専門学校ルネサンスアカデミーオブデザイン, 浜松市, 建築CAD科
- 専門学校 ルネサンス・デザイン アカデミー　雑貨・インテリア科（旧学科名、建築CAD科）
- 専修学校インターナショナルデザインアカデミー : 建築/CAD科
- 麻生建築＆デザイン専門学校 : 建築CAD科
- 浜松日建工科専門学校 : 建築CAD科
- 中部大学技術文化専門学校	 CAD製図科
- 日本理工情報専門学校	 CAD製図科
- 修成建設専門学校(建築CAD製図科)
- 青山製図専門学校	 CAD製図科

## 設置する職業訓練施設の例
- 国立職業リハビリテーションセンター : 建築CADコース（短期課程）
- 鳥取県立米子高等技術専門校 : 建築CAD科
- 茨城県立鹿島産業技術専門学院　: パソコン建築CAD科
- 東京都立中央・城北職業能力開発センター 赤羽校 : 建築CAD科
- 東京都立城東職業能力開発センター江戸川校	 CAD製図科
- 独立行政法人高齢・障害・求職者雇用支援機構
  - 佐賀支部 佐賀職業能力開発促進センター: 建築CAD科
  - 熊本支部 熊本職業能力開発促進センター : 建築CAD科
  - 徳島支部 徳島職業能力開発促進センター：CAD製図科
  - 長野支部 長野職業能力開発促進センター：CAD製図科
  - 茨城支部 茨城職業能力開発促進センター：3D－CAD製図科
- 横浜市中央職業訓練校	 CAD製図科
- 東京都障害者職業訓練校	 CAD製図科
- 長生高等技術専門校	 CAD製図科
- 栃木県立県央高等産業技術学校 職業能力開発センター	 CAD製図科
- 東京都立城東職業能力開発センター足立校、大田校 東京都立多摩職業能力開発センター	 CAD製図科
- 大阪障害者職業能力開発校	 CAD製図科
- 糸魚川高等職業訓練校	 CAD製図科
- 千葉高等技術専門校	 CAD製図科

## その他（公共職業訓練の委託訓練先等）
- マウスステーション大宮	 CAD製図科
- アレックス・コンピュータスクール	 CAD製図科
- ダイ・キャリア（株式会社大設計）公共職業訓練 : 建築CAD科5ヶ月コース
- 東京美術学院: 建築CAD科
- 東京設計学校: 建築CAD製図科
- 大阪ガスインテリアデザインスクール :建築CAD設計 おためし講座 : 建築CAD設計コース
- フェリカテクニカルアカデミー : 建築CAD科 （基金訓練対象学科）
- 宮崎ユニバーサルカレッジ : 建築CADデザイン科
- 青山環境デザイン研究所 : 建築CAD科（6か月～1年）
- 有限会社 ケリー(福井県福井市)新規成長・雇用吸収分野等訓練コース（実践演習コース）: 建築CAD科
- ヒューマンアカデミー 名古屋校 : 建築CAD科.
- マウスステーション大宮 CAD製図科 建築CAD科